# Lonchura leucosticta
El capuchino de montas blancas (Lonchura leucosticta) es una especie de ave paseriforme de la familia Estrildidae endémica del sur de Nueva Guinea. Anteriormente se consideraba una subespecie del capuchino cabeciestridado (Lonchura tristissima), pero en la actualidad se clasifican como especies separadas.

## Descripción
El capuchino de montas blancas es un pájaro pequeño con el plumaje de las partes superiores de color pardo, excepto el obispillo amarillento, y las inferiores de tono anteado. Como su nombre indica, se caracteriza por el denso moteado blanco que presenta en la cabeza, cuello, pecho, manto y las coberteras superiores de las alas, lo que le diferencia de su pariente el capuchino cabeciestriado, que solo presenta moteado en el píleo. Su pico es cónico y de color gris azulado.

## Distribución y hábitat
Se encuentra únicamente en el sur de Nueva Guinea, entre el río Lorentz y el río Turama. Sus hábitats naturales son los bosques húmedos tropicales de tierras bajas, las sabanas húmedas, zonas de matorral y los humedales.